# Pikkelyes fogasfürj
A pikkelyes fogasfürj (Callipepla squamata) a madarak osztályának tyúkalakúak (Galliformes) rendjébe és a fogasfürjfélék (Odontophoridae) családjába tartozó faj.

## Rendszerezése
A fajt Nicholas Aylward Vigors ír zoológus írta le 1830-ban, az Ortyx  nembe Ortyx squamatus néven.

## Alfajai
- Callipepla squamata castanogastris Brewster, 1883
- Callipepla squamata hargravei Rea, 1973
- Callipepla squamata pallida Brewster, 1881
- Callipepla squamata squamata (Vigors, 1830)[2]

## Előfordulása
Az Amerikai Egyesült Államok és Mexikó területén honos. Betelepítették Kuba, Jamaica, Haiti, a Dominikai Köztársaság és az Amerikai Egyesült Államok (Washington, Nevada és Nebraska) államaiba és Hawaii területére is.
A természetes élőhelye a mérsékelt övi legelők és cserjések. Nem vonuló faj.

## Megjelenése
Testhossza 25,5–30,5 centiméter, testtömege 151–202 gramm. Feje tetején mind két nemre jellemző kis bóbita díszeleg. Nyakán és hasi részén pikelyszerű tollak vannak.

## Életmódja
A földön keresi növényi részekből, magvakból és rovarokból álló táplálékát.

## Szaporodása
Fészekalja 9-16 tojásból áll, melyen 22-23 napig kotlik.